# Klaas Uilkema

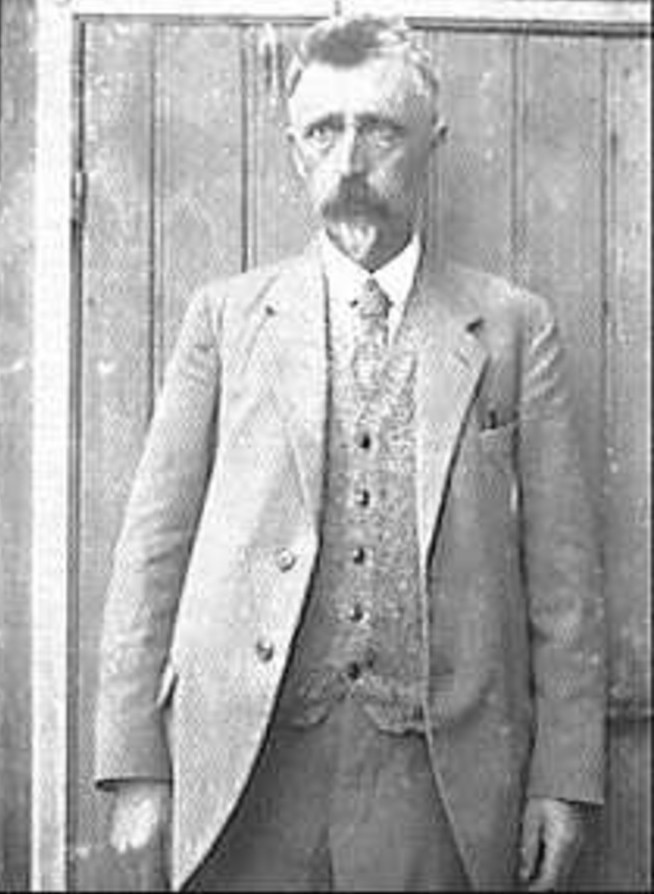
Klaas Uilkema

Klaas Uilkema (Grouw, 2 oktober 1873 - Groningen, 3 februari 1944) was een onderwijzer en historisch boerderij-onderzoeker. Hij was boerenzoon en werd opgeleid tot onderwijzer en later tot landbouwonderwijzer. In 1908 en volgende jaren deed hij onderzoek naar het Friese rundvee, waarbij zijn belangstelling voor historische rundveestalling en de vernieuwing ervan werd gewekt. Hij verzamelde gegevens over Friese boerderijen en vond fouten in het boek van J.H. Gallée, wat leidde tot zijn eerste boek. De Leidse hoogleraar Durk van Blom en Uilkema stelden een plan op, om Uilkema's Friese onderzoek uit te breiden tot heel Nederland onder auspiciën van de Maatschappij der Nederlandse Letterkunde, waar Van Blom lid van was. Maar later betaalde Uilkema het onderzoek deels zelf, met steun van het Fonds Landbouw Export Bureau (1914-1918). Tussen 1918 en 1933 deed Uilkema ongeveer 400 opmetingen van boerderijen en maakte hij duizenden foto's. Bouwtechnische historische veranderingen aan boerderijen verklaarde Uilkema door een verandering van de functie van de boerderij. Publicatie van de resultaten van het landelijke onderzoek kwam alleen tot stand in stencilvorm. Het belangrijkste daaruit is samen met het fotomateriaal en verdere onderzoeksverslagen in 1991 gepubliceerd door Ellen van Olst.

## Publicaties (selectie)
- 1915: 'De greidboerderij in Friesland'. In: Orgaan van de Nederlandsche Vereeniging van Land- en Tuinbouwonderwijzers, 25 juni 1915.
- 1916: Het Friesche boerenhuis. Onderzoek naar het ontstaan van de tegenwoordige boerenhuis in Friesland. Leeuwarden, Friesch Genootschap.
- 1933: Het ontstaan der huistypen in Nederland.
- 1995: Bylden fan it greidebedriuw yn Fryslân om 1918 hinne. Ljouwert, Fryske Akademy. ISBN 90-6171-800-7